# Земля Эрика Рыжего
Земля Эрика Рыжего (норв. Eirik Raudes Land) — территория восточной Гренландии, названная так норвежцами после оккупации этой территории Норвегией в начале 1930-х годов. Название дано в честь уроженца Норвегии Эрика Рыжего — первооткрывателя Гренландии, основавшего в X веке первые поселения на этом острове. В 1933 году Международный суд Лиги Наций осудил Норвегию, и впоследствии Норвегия отказалась от своих претензий на эту территорию Дании.

## История вопроса
В 1920-х Норвегия потребовала у Дании уступить ей часть восточной Гренландии. Территория эта использовалась в основном экипажами норвежских рыболовецких и китобойных судов. В ответ на этот демарш Дания в 1921 году потребовала от всех иностранцев покинуть территорию Гренландии, что привело к новым напряжённым переговорам. В 1924 году Дания согласилась с тем, что обе страны имеют право вести там хозяйственную деятельность, охоту и научные исследования.
27 июня 1931 г. председатель норвежской Арктической торговой компании Халльвар Девольд и четверо сотрудников АТК подняли норвежский флаг в восточногренландском посёлке Мюггбукта (Myggbukta). 11 июля 1931 года вышел указ короля Хокона VII об установлении норвежского суверенитета над «Землёй Эрика Рыжего» (Eirik Raudes Land) — центральной частью Восточной Гренландии.
12 июля 1932 г. губернатором и верховным судьей Земли Эрика Рыжего был назначен 33-летний Хельге Маркус Ингстад. К месту службы он прибыл на корабле «Polarbjørn». 
В 1933 г. Норвегия признала свой проигрыш и отказалась от любых претензий на Землю Эрика Рыжего.